# 第2師管
第2師管（だいにしかん）は、1873年から1940年まであった日本陸軍の管区の一つである。時期により異なるが、日本全国を6から18に分けた師管の一つである。1873年から1888年までの鎮台制では第1軍管の下にあり、関東地方の東部を占めた。創設時には歩兵第2連隊、1885年からは歩兵第2旅団が管轄した。1888年に師団制に切り替わると、東北地方南部の宮城県仙台を中心にして、第2師団の管轄になった。戦争などで第2師団が不在になると代わりに留守第2師団が置かれて業務を掌った。1940年に仙台師管に改称した。

## 鎮台制の第2師管

### 関東東部、歩兵第2連隊 (1873 - 1885)
全国に師管が配置されたのは、各地に鎮台が置かれてから2年後の1873年（明治6年）1月、鎮台条例改定による。第2師管は、東京鎮台の第1軍管の下に置かれた3つの師管の一つとして設けられた。千葉県の佐倉を営所として、その地名から佐倉師管とも呼ばれた。師管管内には、佐倉のほかに、木更津、水戸、宇都宮に営所が置かれた。営所は現在の千葉県、茨城県、栃木県にわたり、関東地方の東部を占めるが、管区の境界は明示されなかった。第2師管を管轄したのは歩兵第2連隊であった。
- 第1軍管（1873年1月 - 1885年5月）
  - 第1師管（東京師管）
  - 第2師管（佐倉師管）
  - 第3師管（新潟師管）

### 関東東部、歩兵第2旅団 (1885 - 1888)
1885年（明治18年）5月の鎮台条例改定で、軍管・師管が全国的に変更されたが、第2師管は分営をなくしたほか大きな変更はなかった。武蔵国のうち本所区・深川区・南葛飾郡・北葛飾郡・南埼玉郡・北埼玉郡、安房国、下総国、常陸国、下野国が管轄地に定められた。やはり関東地方東部で、今の東京都と埼玉県のそれぞれ東辺、千葉県、茨城県、栃木県にあたる。この時期の第2師管を管轄したのは佐倉に本部を置いた歩兵第2旅団である。歩兵第2連隊は、歩兵第2旅団の下で引き続き佐倉にあったが、この時期の連隊は管区を持たなかった。もう一つの所属連隊である歩兵第3連隊は東京に屯営を置いた。
- 第1軍管（1883年5月 - 1888年5月13日）
  - 第1師管（東京）
  - 第2師管（佐倉）

### 第2師管から第2旅管へ (1888)
1888年（明治21年）5月に鎮台は廃止になり、かわりに師団が置かれることになった。このとき管区の階層を改め、従来の軍管を師管に、従来の師管を旅管に改称した。つまり、東北地方の旧第2軍管が新制の第2師管に、関東東部の旧第2師管が新制の第2旅管に継承された。新制の第2旅管は関東東部3県に加え、東京都と埼玉県の東半分までに拡張した。具体的には従来の2区4郡に加え、東京都の本郷区・浅草区・下谷区・南足立郡・北豊島郡、埼玉県の北足立郡・中葛飾郡・新座郡が含まれた。

## 師団制の第2師管

### 第2師団と師管の関係
師団制の師管は同じ番号の師団と密接に結びついており、第2師団の兵士は第2師管に戸籍を持つ男子から徴集された。第2師管から徴兵された兵士は大部分第2師団に入ったが、これには多くの例外がある。独自の師管を持たない近衛師団には、全国の師管から選抜した兵士が送られた。1920年頃までは人口が少ない北海道の第7師団にも兵士を送っていた。第2師管から第7師団への配属は、1903年に444人、1906年に570人、1907年に660人、1914年に459人、1920年に256人といった数がたどれる。大正・昭和には朝鮮に置かれた師団にも配属があった。一例として、1926年（大正15年）に第2師管から徴集された現役兵は7243人。そのうち第2師団に配賦された兵士は5275人、朝鮮の第19師団が1050人、近衛師団が704人、弘前の第8師団が214人であった。第8師団は騎兵の定員が特に多かったため、第2師管から騎兵を送ったようである。また、戦時には第2師団の損害を補うために補充兵を送ったが、大きな戦争では様々な部隊が臨時編成されたので、新部隊に入る兵士が多くなった。
師管はまた、師団が対外防衛・治安維持にまっさきに出動すべき範囲でもあった。しかし、第2師管は対外防衛上の要地ではなく、師団制が敷かれた1888年には国内反乱の可能性が低くなっていた。第2師管での出動としては、1933年（昭和8年）の昭和三陸地震で宮城県の被災地に第2師団が救護隊を派遣した災害出動があった。

### 北海道・東北地方と新潟県 (1888 - 94)
師団制発足時の第2師管は、1888年5月に明治21年勅令第32号の陸軍管区表制定により、東北地方と新潟県を本来の範囲とし、暫定的に北海道も含むものとされた。北海道はそれまで第7軍管だったが、対応する鎮台がなく、管区を空白にされていた。第2師管は他の師管と同様に、師管の下に各2つの旅管をおき、旅管の下に各4つの大隊区を置いた。新潟県の佐渡島には、特に警備隊区が置かれた。
- 第2師管（1888年5月14日 - 1896年3月31日）
  - 第3旅管
    - 仙台大隊区
    - 福島大隊区
    - 新発田大隊区
    - 柏崎大隊区
    - 佐渡警備隊区

  - 第4旅管
    - 青森大隊区
    - 盛岡大隊区
    - 秋田大隊区
    - 山形大隊区

### 東北地方と新潟県 (1894 - 1896)
北海道には日清戦争中の1894年（明治27年）10月16日に第7師管が設置され、第2師管から外れることになった。渡島半島南部の函館・江差・福山は特例としてしばらく第2師管の青森大隊区に属することにしたが、それも翌1895年（明治28年）に第7師管に移された。

### 宮城県の大部分・福島県・新潟県 (1896 - 1907)
1896年（明治29年）に陸軍は師団を6個増設して13の師団・師管を作ることになった。明治29年勅令第24号の陸軍管区表改定で、4月1日に全7師管のうち6つの師管を2分した。第2師管は宮城県の大部分・福島県・新潟県からなる南半分と、青森県・秋田県・岩手県・山形県・宮城県の一部（登米郡・本吉郡・栗原郡）からなる北半分に分けられた。南半分はそれまでの第3旅管にあたり、引き続き第2師管にとどまった。北半分はそれまでの第4旅管にあたり、新設の第8師管になった。このとき旅管は廃止になり、大隊区は連隊区に格上げされた。区割り変更の煩を避けるために、師団倍増を利用して旅管を師管に、大隊区を連隊区にと格上げしたのである。
- 第2師管（1896年4月1日 - 1903年2月13日）
  - 仙台連隊区
  - 福島連隊区
  - 新発田連隊区
  - 柏崎連隊区
  - 佐渡警備隊区

1903年2月、明治36年勅令第13号による陸軍管区表改定で、旅管がふたたび設置された。日露戦争時の管区である。
- 第2師管（1903年2月14日 - 1907年9月以降）
  - 第3旅管
    - 仙台連隊区
    - 福島連隊区

  - 第15旅管
    - 新発田連隊区
    - 柏崎連隊区
    - 佐渡警備隊区

### 宮城県・福島県・山形県 (1907 - 25)
1907年にさらに6個師団を増設することが決まると、その9月、明治40年軍令陸第3号による陸軍管区表改定で、師管の区割りも変更することになった。6個師団の増加は短時日ではできないので、新しい師管境界の適用施行はしばらく延ばされた。第2師管は、新潟県を新設の第13師管に譲り、代わりに第8師管から山形県全部と宮城県の一部を譲り受けた。その結果、宮城県・山形県・福島県という東北地方南部を占めることになった。
1924年5月、軍令陸第5号による陸軍管区表改定で、旅管が廃止された。区割りは変更せず、旅管が中抜きされただけである。
- 第2師管（1907年9月以降 - 1924年5月7日。旅管を除き、1925年4月30日まで）
  - 第3旅管
    - 福島連隊区
    - 若松連隊区

  - 第25旅管
    - 仙台連隊区
    - 山形連隊区

### 宮城県・福島県・新潟県 (1925 - 40)
1925年に4個師団の削減が決まると、それにあわせて区割りの変更があった。第2師管は、山形県を第8師管に返し、廃止された第13師管から新潟県を取り戻した。これ以後、仙台師管・師管区に名称がかわっても区域は変更されず、1945年の陸軍解体まで続いた。
- 第2師管（1925年5月1日 - 1940年7月31日）
  - 仙台連隊区
  - 福島連隊区
  - 新発田連隊区
  - 高田連隊区

## 仙台師管・仙台師管区への改称 (1940, 45)
1940年8月1日、昭和20年軍令陸第20号の陸軍管区表改定により、師管の名称は番号から地名に変更になった。このとき第2師管は仙台師管に改称した。師管はひきつづき第2師団の管轄となった。ただ、この時期は日中戦争のため日本本土に師団はほとんど残っておらず、実際に師管をあずかっていたのは留守第2師団である。仙台師管は1945年4月に仙台師管区と改称し、8月の敗戦に至った。